# Словацькі монети євро

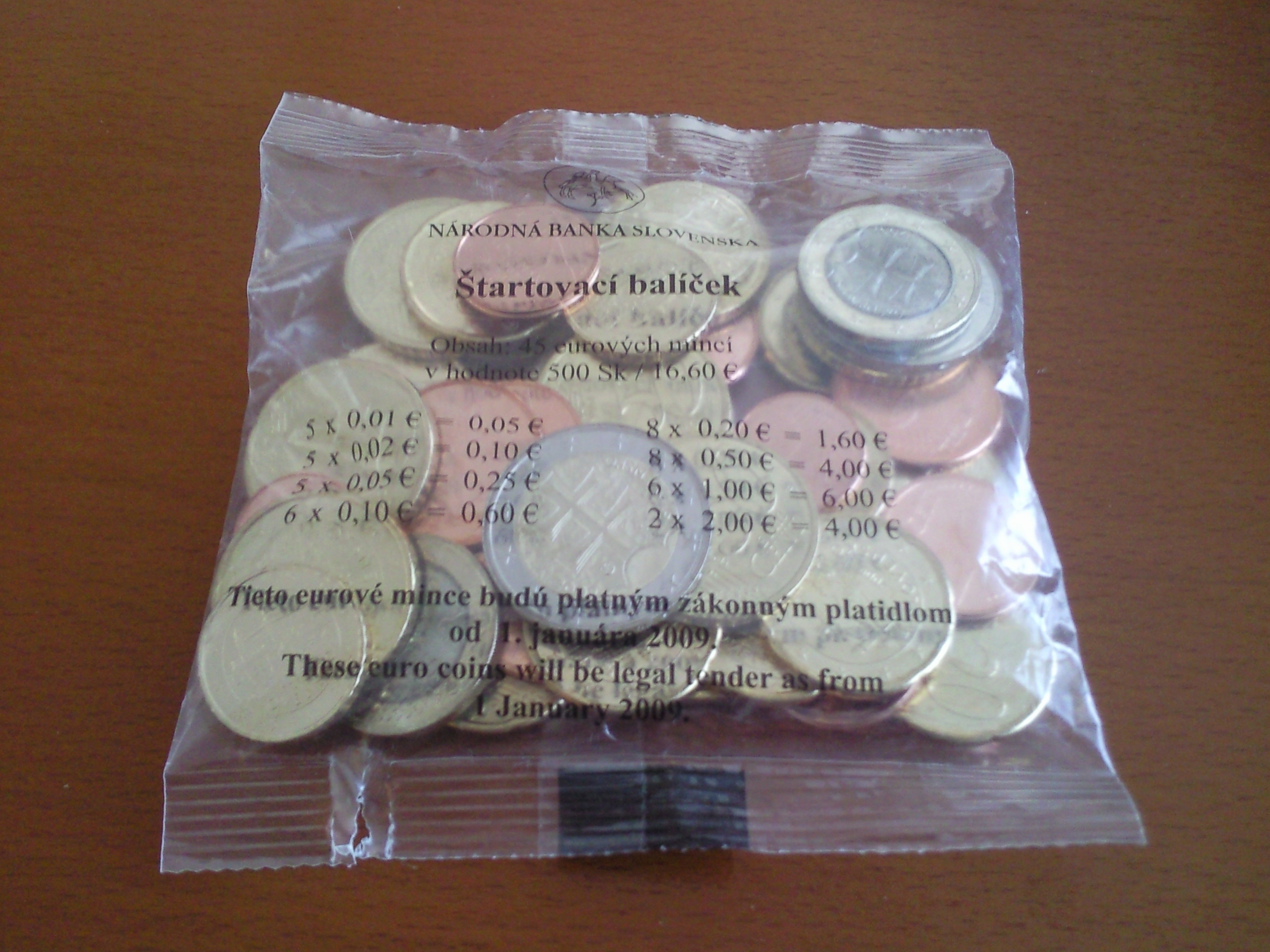
Словацькі монети євро

Словацькі монети євро — вісім монет євро, випущених Монетним двором Словаччини. На монетах номіналом 1, 2, 5 центи зображений пік Кривань, гірська вершина у Високих Татрах, номіналом 10, 20, 50 центів — Братиславський Град, 1 і 2 євро — Герб Словаччини. Всі монети містять на реверсі 12 зірок ЄС, рік випуску.

## Дизайн національної сторони
| 0,01 € | 0,02 € | 0,05 €           |
| ------ | ------ | ---------------- |
|        |        |                  |
| 0,10 € | 0,20 € | 0,50 €           |
|        |        |                  |
| 1 €    | 2 €    | Гурт монети в €2 |
|        |        |                  |

## Випуск монет
Джерело: 
| Номінал                                                                                                  | €0.01      | €0.02      | €0.05      | €0.10      | €0.20      | €0.50      | €1.00      | €2.00      |
| --- | ---------- | ---------- | ---------- | ---------- | ---------- | ---------- | ---------- | ---------- |
| 2009 | 85 040 000 | 74 220 000 | 77 950 000 | 67 980 000 | 63 360 000 | 54 020 000 | 42 730 000 | 35 030 000 |
| 2010 | ???        | ???        | ---        | ---        | ---        | ---        | ---        | ---        |
| /// = монети не карбувалися, ??? = дані відсутні, --- = монети карбувалися тільки для ознайомчих наборів |            |            |            |            |            |            |            |            |

## Ідентифікаційні знаки
| Національний ідентифікатор | «SLOVENSKO»                                                                                      |
| Знак монетного двору       |                                                                                                  |
| Ініціали дизайнера         | 1,2, 5 cent Z 10, 20, 50 центів JČ (стилізовані) і 'PK' (стилізовані) 1, 2 євро IŘ (стилізовані) |
| Знаки по гурту монети €2   |                                                                                                  |